# Хумболтов съюз в България
Хумболтов съюз в България (на немски: Humboldt–Union in Bulgarien) е научно-творческо сдружение на стипендианти на германската фондация „Александър фон Хумболт“ в България. Сдружението има за цел да поддържа приятелски и научни контакти между бившите стипендианти и фондация „Александър фон Хумболт“, както и с други подобни сдружения в страната и чужбина, както и да популяризира чрез съответните институции българската наука в Германия и германската наука в България.
Съюзът се състои от пет тематични секции: медико-биологична, физико-математическа, химическа, техническа и хуманитарна. На географски принцип секции могат да бъдат разкривани и в градовете с висши училища и научни институти, където работят хумболтови стипендианти.

## История
По време на първата фондация „Александър фон Хумболт“ в Германия стипендии се осигуряват само за млади германски учени. През годините на втората Хумболтова фондация (1925 – 1945), когато става възможно с хумболтова стипендия чужди учени да специализират и защитават докторски степени в Германия, около 30 млади българи печелят такива стипендии и след завръщането си се утвърждават като едни от най-добрите български учени. Третата фондация е основана през 1953 година, но през първите 12 години комунистическият режим в България не разрешава българи да кандидатстват за Хумболтови стипендии. Отново български учени получават стипендии и право да заминат на специализации през 1965 година и оттогава техният брой е над 400.
Първите опити да се основе Хумболтово сдружение в България датират от 1986 г., когато неуспешно е направен опит да се създаде Хумболтова секция към Съюза на научните работници (днес Съюз на учените в България). През 1990 година възниква първият Хумболтов клуб, но едва през май 1992 година на събрание на българските хумболтианци подробно е обсъдена и приета идеята за съдебно регистриране на организация. Впоследствие е утвърден статут на Хумболтовия съюз и е избрано първото ръководство с председател проф. Трою Троев.

### Важни дати
Някои по-важни дати от историята на Съюза са следните.
| 1992            | Проф. Трою Троев е избран за първи председател на Хумболтовия съюз. |
| 1993, декември  | Честване на 40-годишнината от основаването на съвременната Фондация „Александър фон Хумболт“ в аулата на Софийския университет. СУ удостоява с почетната научна степен „доктор хонорис кауза“ генералния секретар на Фондацията д-р Хайнрих Пфайфер. |
| 1995, ноември   | Регионална Хумболтова конференция на тема „България – Германия: сътрудничество в науката и образованието“. |
| 1997            | Президентът на фондация „Александър фон Хумболт“ проф. Раймар Люст е избран за чуждестранен член на БАН. Софийския общински съвет приема предложението улица в квартал „Гео Милев“ близо до институтите на Академията да бъде наименована „Александър фон Хумболт“. |
| 1997, май       | Акад. Евгени Головински е избран за председател на Хумболтовия съюз. |
| 1998, април     | Хумболтовият съюз получава за постоянно седалище помещение в централната сграда на БАН. Генералният секретар на Фондацията д-р Манфред Остен е удостоен от БАН с Почетния знак на БАН „Марин Дринов“. |
| 1999, май       | Честване на три юбилейни дати на Александър фон Хумболт: 200 години от началото на прочутото му южно-американско изследователско пътуване, 230 години от рождението му и 140 години от смъртта му. В централната сграда на БАН е открита изложбата „Двама велики германци“, посветена на Александър фон Хумболт и на Йохан Волфганг фон Гьоте. Специален брой на списание „Природа“ на БАН е посветен на Хумболт.                 |
| 2001, май       | В София е проведена международна конференция на тема: „Научен диалог в Югоизточна Европа: научни инициативи в науките за живота“ с участието на хумболтианци от България, Румъния, Унгария, Югославия, Хърватия, Словения, Албания, Турция и Украйна в тематичните области химия, биология и медицина. Проведени са и две информационни срещи с млади български учени относно програмите на Фондация „Александър фон Хумболт“.    |
| 2002            | Проф. Димо Платиканов е избран за председател на Хумболтовия съюз. |
| 2003, октомври  | Честване на 50-годишнината на третата Фондация „Александър фон Хумболт“ в рамките на Хумболтовия колег „Привличане на таланти в науката“ с участието на 55 хумболтианци и 38 млади учени от България, Румъния, Унгария, Сърбия, Хърватия, Словения, Македония и Турция. Д-р Манфред Остен е удостоен с почетната научна степен „доктор хонорис кауза“ на БАН.                                                                     |
| 2004, септември | Посещение в София на проф. Волфганг Фрювалд, президент на Фондация „Александър фон Хумболт“ и награждаването му с почетната научна степен „доктор хонорис кауза“ на СУ. Прием в посолството на Германия за всички български хумболтианци. |
| 2005, октомври  | Хумболтов колег на тема „Предизвикателства към науката в страните от Югоизточна Европа преди тяхното членство в Европейския съюз“ с кръгла маса, ръководена от акад. Петър Кендеров и голям брой доклади и постери от 54 хумболтианци и 32 млади учени от България, Румъния, Унгария, Сърбия, Словения, Турция и Гърция |
| 2006, юни       | Хумболтовият съюз организира посещението в София на проф. Волфганг Фрювалд, президент и на д-р Георг Шуте, генерален секретар на Фондация „Александър фон Хумболт“. БАН удостоява проф. Фрювалд с Почетния знак на БАН „Марин Дринов“. Хумболтовият съюз награждава със своя почетен знак проф. Фрювалд и д-р Шуте, двамата бивши председатели на Съюза проф. Троев и акад. Головински и председателя на БАН акад. Иван Юхновски. |
| 2006, декември  | Проф. Васил Николов е избран за председател на Хумболтовия съюз. |
| 2007, ноември   | Българо-румънски Хумболтов колег на тема „Науката в България и Румъния: проблеми и перспективи след влизането в ЕС“. Участват български и румънски хумболтианци от хумболтовите клубове в Букурещ и Клуж-Напока. Проведена е информационна среща с млади учени. |
| 2009, ноември   | Хумболтов колег на тема „Интердисциплинарни изследвания на културното наследство на Балканите“ с участието на хумболтианци и други учени от България, Румъния, Сърбия, Хърватия, Македония, Турция и Гърция. Хумболтовият съюз издава сборника „Интердисциплинарни изследвания на културното наследство в Балканския полуостров“.                                                                                                 |
| 2011            | Издаден е „Алманах на българските хумболтианци“. |
| 2015            | Проф. Илза Пъжева е избрана за председател на Хумболтовия съюз. |
| 2019            | Проф. Лора Тасева е избрана за председател на Хумболтовия съюз. |

### Други дейности
По предложения на Фондацията, президентът на Федерална република Германия награждава с ордени „Федерален кръст за заслуги на лента“ последователно четирима председатели на Хумболтовия съюз: 
- 2001 – акад. Евгени Головински,
- 2006 – проф. Димо Платиканов,
- 2009 – проф. Васил Николов,[2]
- 2020 – чл.-кор. Илза Пъжева.[3]

Български хумболтианци участват в избора на кандидати за стипендии на германската научна организация DAAD. Организирани са дарения на изследователска апаратура и книги от Фондацията „Александър фон Хумболт“.